# 4399 Асідзурі
4399 Асідзурі (4399 Ashizuri) — астероїд головного поясу, відкритий 21 жовтня 1984 року.
Тіссеранів параметр щодо Юпітера — 3,375.